# Simetría CPT
La simetría CPT es un principio fundamental de invariancia o simetría de las leyes físicas que establece que bajo transformaciones simultáneas que involucren la inversión de la carga eléctrica, la paridad y el sentido del tiempo las ecuaciones de evolución temporal de un proceso físico y las de un proceso análogo en que:
1. Conjugación de carga (C).Todas las partículas se sustituyen por sus correspondientes antipartículas.
2. Inversión de paridad (P). Se invierte la paridad espacial de proceso (esto tiene que ver con el intercambio de derecha e izquierda, y con el cambio en el espin de las partículas).
3. Inversión temporal (T). Se invierte el sentido del tiempo.

son invariantes y vienen descritos por las mismas ecuaciones y arrojan los mismos resultados. Este último resultado se conoce como teorema CPT que afirma que toda teoría cuántica de campos local que presente covariancia de Lorentz y venga definida por un Hamiltoniano hermítico, es invariante bajo una transformación CPT.

## Historia
Las investigaciones a fin de los años 1950 revelaron la violación de la simetría P por algunos fenómenos que implican campos de la fuerza nuclear débil, y hay violaciones bien conocidas de la simetría C y T también. Por un tiempo corto, la  simetría combinada CP se creyó preservada por todos los fenómenos físicos, pero se encontró, más adelante, que también era violada. Hay un teorema que deriva la preservación de la simetría CPT para todos los fenómenos físicos si se asume la corrección de las leyes de la mecánica cuántica. Más concretamente, el teorema CPT establece que cualquier teoría de campo cuántico local invariante de Lorentz con un hamiltoniano hermitiano debe tener simetría CPT. Esta simetría se reconoce como una propiedad fundamental de las leyes físicas.